# Colosul din Rodos

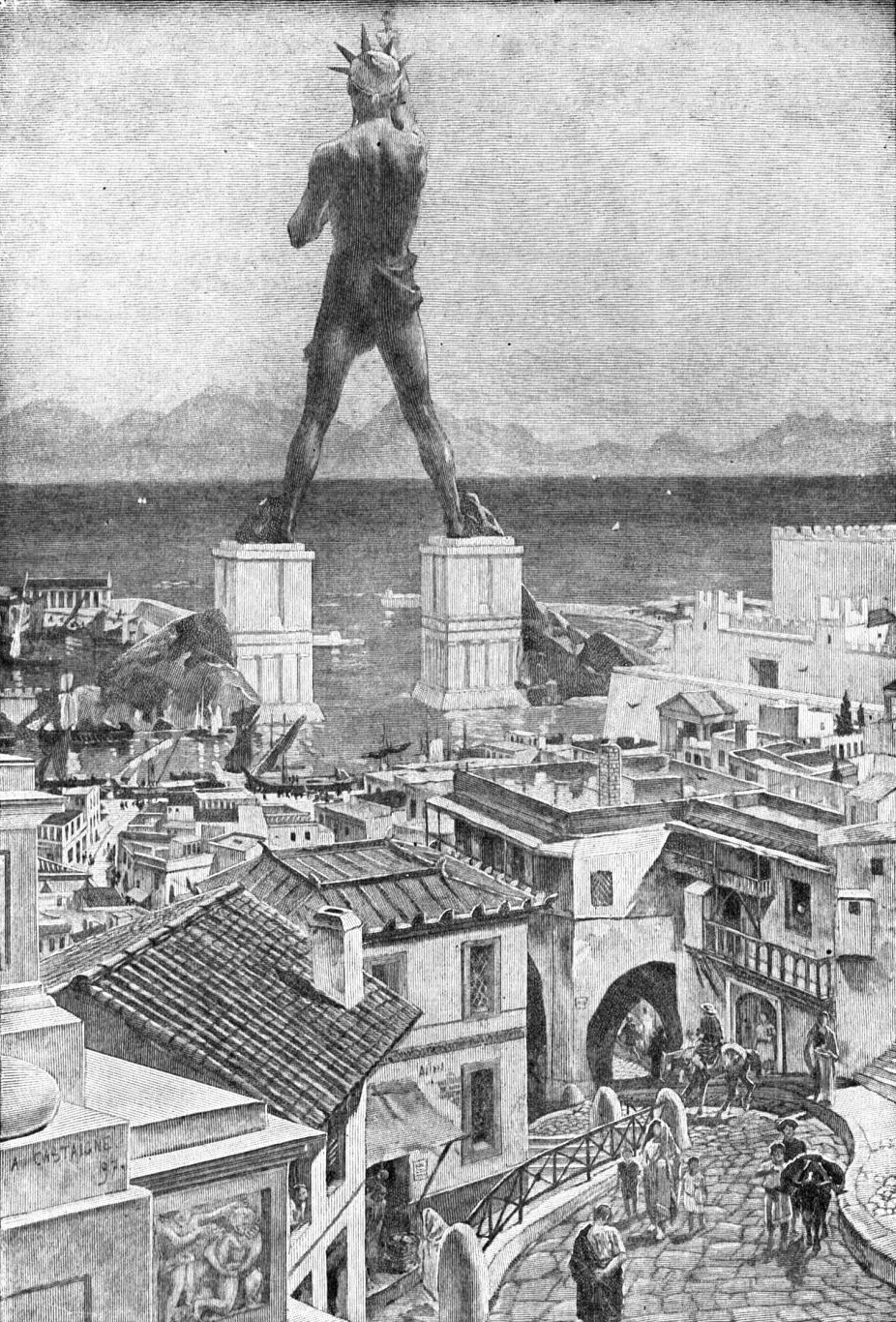
Colosul din Rodos (amplasament neconfirmat istoric)

Colosul din Rodos a fost o statuie imensă construită în antichitate pe insula Rodos din Grecia, una din cele șapte minuni ale lumii antice. Statuia îl înfățișa pe zeul grec al Soarelui, Helios, și măsura între 32 și 36 de m. Construcția s-ar fi realizat în 12 ani și ar fi fost finalizată în anul 282 î.Hr. După unii, străjuia intrarea în portul din insulă, după alții s-ar fi aflat la intrarea în Palatul Templierilor.
Rodos devine în anul 408 î.Hr. capitala mai multor teritorii unite și un important port comercial. Se bazează pe un aliat (Ptolemeu I al Egiptului). Macedonenii încearcă să rupă acestă alianță, însă locuitorii din Rodos sunt uniți și rezistă asediului. Colosul din Rodos a fost construit în cinstea zeului soarelui, Helios, ca mulțumire pentru protecția locuitorilor în timpul asediului. Chares din Lindos, un sculptor de pe această insulă, a fost angajat pentru construcția statuii. Statuia ar fi străjuit intrarea în port timp de 56 de ani. Când soarele răsărea dimineața, se reflecta în suprafața de bronz și făcea ca figura zeului să strălucească. În 225 î.Hr., în urma unui cutremur, i s-a rupt un picior. După prăbușirea statuii, locuitorii din Rodos au vrut să o reconstruiască, primind chiar o ofertă de la Ptolemeu al III-lea, însă un oracol le-a interzis. După ce arabii au cucerit insula în anul 653, statuia a fost vândută de către aceștia unui evreu din Siria, care a cărat-o pe 900 de cămile, după cum spune legenda.
Statuia era construită din bronz și întărită ulterior cu fier și piatră. Se spune că au fost folosite 15 tone de bronz și 9 tone de fier, însă calculele arată că aceste cantități au fost chiar mai mari. Avea o înălțime de 33 m și stătea pe un soclu înalt de 15 m. Teoria că acest colos stătea cu câte un picior pe fiecare mal al portului este doar o legendă, pentru că în nici o scriere nu se specifică acest lucru. Se crede că ea a inspirat sculptorul francez Frédéric Auguste Bartholdi care a construit Statuia Libertății din New York.

## Vezi și
- Șapte minuni ale lumii antice
- Colosul din Rodos (film)